# SN 2008gv
SN 2008gv – supernowa odkryta 31 października 2008 roku w galaktyce A015231+3327. W momencie odkrycia miała maksymalną jasność 19,70m.